# Charles Brenton Huggins
Charles Brenton Huggins (Halifax, Canadà, 22 de setembre de 1901 - Chicago, EUA, 12 de gener de 1997) fou un metge i professor universitari canadenc, de nacionalitat nord-americana, guardonat amb el Premi Nobel de Medicina o Fisiologia l'any 1966.

## Biografia
Va néixer el 22 de setembre de 1901 a la ciutat de Halifax, població situada a la província canadenca de Nova Escòcia. Després de graduar-se a la Universitat d'Acadia al Canadà es traslladà a la Universitat Harvard per estudiar medicina, universitat on es llicencià l'any 1924. L'any 1929 fou nomenat professor a la Universitat de Chicago i el 1951 passà a dirigir els laboratoris Ben May.
Va morir el 12 de gener de 1997 a la ciutat de Chicago, població situada a l'estat nord-americà d'Illinois.

## Recerca científica
Especialista del càncer, i especialment del càncer de pròstata, ha desenvolupat la seva tasca científica a la Universitat de Chicago realitzant investigacions sobre el carcinoma prostàtic i la seva inhibició mitjançant la utilització d'hormones com els estrògens i diversos agents químics.
L'any 1966 li fou concedit el Premi Nobel de Medicina o Fisiologia pel descobriment del tractament del càncer de pròstata amb hormones, premi compartit amb Peyton Rous pel descobriment del paper dels virus en la transmissió de diversos tipus de càncer.